# شوتتسی
شوتتسی (به صربی: Šutci) یک روستا در صربستان است که در Ljig واقع شده‌است.